# 282 f.Kr.

## Händelser

### Efter plats

#### Mindre Asien
- Staden Pergamon i Mindre Asien avbryter sin trohet till Lysimachos. Dess härskare Filetairos, överför sin lojalitet, liksom den viktiga fästningen Pergamon och sin skattkammare, till Seleukos, som ger honom mycket större självständighet än han dittills har åtnjutit.

#### Romerska republiken
- Slaget vid Populonia utkämpas mellan romarna och etruskerna. Romarna segrar och som ett resultat av detta minskas det etruskiska hotet mot Rom kraftigt.
- Den magnagrekiska staden Thurii vädjar till Rom om hjälp mot de italiska stammarna. Trots att den romerska senaten tvekar bestämmer sig den plebejiska församlingen för att hörsamma vädjan. Thurii räddas, men staden Tarentum, som är avundsjuk på Roms inblandning, anfaller och sänker några romerska fartyg i dess hamn. De romerska sändebud, som skickas att protestera mot detta, behandlas inte väl.
- Rom förklarar krig mot Tarentum. Kung Pyrrhus av Epiros förklarar sig villig att komma till stadens hjälp. Tarentum söker också hjälp från samniter, lukaner och bruttier.

#### Egypten
- Kung Lysimachos av Thrakien dotter Arsinoe gifter sig med Ptolemaios II av Egypten som en del i Thrakiens och Egyptens allians mot Seleukos.